# 周凱 (清朝)
周凱（1779年—1837年），字仲禮，號芸皋，浙江富陽人，中國清朝官員。

## 生平
嘉庆十六年（1811年）登辛未科進士，改庶吉士，散馆授编修。歷任襄陽府知府、福建興泉永道（駐廈門）。
道光十二年（1832年）因為澎湖饑荒，當時身為興泉永道的周凱奉令前往勘災。他在該年二月初六（1832年3月7日）從廈門出發，途中因為遇風而停靠在虎山湄，但之後又由於濃霧跟逆風的關係，所搭乘的船隻被吹到金門。二月十七日（3月18日）再次出海，於次日抵達澎湖，但因為天候關係船隻無法直接進港，他遂改搭乘小舟上岸，夜宿嵵裡陳氏祠堂。二月十九日（3月20日），周凱再從嵵裡出發抵達媽宮。此時31歲的澎湖廳廩生蔡廷蘭面呈〈急賑歌〉給周凱，周凱讀後對他相當賞識，並詠〈撫卹六首答蔡生廷蘭〉回覆。
道光十三年（1833年）及道光十六年（1836年）兩次擔任按察使銜分巡臺灣兵備道。道光十七年（1837年）因疾卒於任。

### 列表
- 劉寧顏編，《重修台灣省通志》，台北市，台灣省文獻委員會，1994年。
- 《芸皋先生自纂年譜》
- 《台灣通志》
- 《台灣通史》

| 官衔          | 官衔                              | 官衔          |
| ------------- | --------------------------------- | ------------- |
| 前任： 平慶   | 按察使銜分巡臺灣兵備道 1833年上任 | 繼任： 劉鴻翱 |
| 前任： 劉鴻翱 | 按察使銜分巡臺灣兵備道 1836年上任 | 繼任： 熊一本 |